# Liste der JJA-Awards-Sieger der 2000er Jahre
Die Liste der JJA Awards der 2000er Jahre führt alle Preise (Jazz Awards) auf, die von der US-amerikanischen Jazz Journalists Association von 2000 bis 2009 vergeben wurden, unterteilt in Musiker- und Jazz-Journalismus-Kategorien.

## Kategorie der Jazzmusiker

### Preis für das Lebenswerk (Lifetime Achievement)
- 2000: Ornette Coleman
- 2001: John Lewis
- 2002: Clark Terry
- 2003: Cecil Taylor
- 2004: Dave Brubeck[3]
- 2005: Hank Jones
- 2006: Roy Haynes
- 2007: Andrew Hill
- 2008: Marian McPartland
- 2009: Lee Konitz

### Musiker des Jahres (Musician of the Year)
- 2000: Dave Holland
- 2001: Joe Lovano
- 2002: Dave Holland
- 2003: Wayne Shorter
- 2004: Wayne Shorter[4]
- 2005: Dave Holland
- 2006: Sonny Rollins
- 2007: Ornette Coleman
- 2008: Herbie Hancock
- 2009: Sonny Rollins

### Album des Jahres (Album of the Year)
- 2000: Prime Directive – Dave Holland Quintet (ECM)
- 2001: 52nd Street Themes – Joe Lovano (Blue Note)
- 2002: Nocturne – Charlie Haden (Verve)
- 2003: Footprints Live! – Wayne Shorter (Verve)
- 2004: Alegria – Wayne Shorter (Verve)[5]
- 2005: Concert in the Garden – Maria Schneider (ArtistShare)
- 2006: Carnegie Hall 1957 – Thelonious Monk & John Coltrane (Blue Note)
- 2007: Sound Grammar – Ornette Coleman (Sound Grammar)
- 2008: Sky Blue – Maria Schneider Orchestra (ArtistsShare)
- 2009: Appearing Nightly – Carla Bley Big Band (Watt/ECM)

### Musikproduzent des Jahres (Record Producer of the Year)
- 2000: Michael Cuscuna

ab 2001 nicht mehr vergeben

### Tributalbum (Tribute Album)
- 2000: Traveling Miles – Cassandra Wilson (Blue Note)

ab 2001 nicht mehr vergeben

### Wiederveröffentlichung des Jahres (Einzel-CD) (Reissue of the Year)
- 2000: The Complete Columbia Recordings 1955–1961 – Miles Davis and John Coltrane (Columbia Legacy)
- 2001: Louis Armstrong Hot Five and Seven (Columbia Legacy)
- 2002: Billie Holiday, Lady Day: The Complete Billie Holiday on Columbia, 1933–1944 (Columbia Legacy)
- 2003: A Love Supreme – John Coltrane (Impulse)[6]
- 2004: The Complete Jack Johnson Sessions – Miles Davis (Columbia Legacy)
- 2005: Coleman Hawkins Centennial Collection (BMG Bluebird) Barry Feldman, Reissue Producer
- 2006: Song X – Pat Metheny/Ornette Coleman (Nonesuch)
- 2007: Music Written for Monterey 1965, Not Heard... Played in Its Entirety at UCLA – Charles Mingus (CME-Sunnyside)
- 2008: Cornell 1964 – Charles Mingus Sextet (Blue Note Records)
- 2009: Road Shows, Vol. 1 – Sonny Rollins (Doxy)

### Historischer Box-Set des Jahres
- 2003: Charlie Christian, Genius of the Electric Guitar (Columbia Legacy)
- 2004: Miles Davis: The Complete Jack Johnson Sessions (Columbia Legacy)[7]
- 2005: Albert Ayler: Holy Ghost (Revenant Records), Ben Young, Production Supervision
- 2006: Miles Davis, The Cellar Door Sessions 1970 (Columbia/Legacy)
- 2007: The Complete 1957 Riverside Recordings (Riverside) – Thelonious Monk with John Coltrane
- 2008: A Life In Time: The Roy Haynes Story (Dreyfus Jazz)
- 2009: The Lester Young/Count Basie Sessions 1936–40 (Mosaic Records)

### Label des Jahres
Der Preis wurde ab 2004 vergeben
- 2004: Blue Note Records[8]
- 2005: Palmetto Records
- 2006: Concord Music Group: Concord/Fantasy/Telarc
- 2007: ECM
- 2008: Blue Note Records
- 2009: Mosaic Records

### Veranstaltungsproduzent (Events Producer)
- 2000: Michael Dorf (KnitMedia)
- 2001: George Wein (Festival productions)
- 2002: André Ménard, Festival International de Jazz de Montréal
- 2003: nicht vergeben
- 2004: George Wein (Festival productions)[9]
- 2005: Todd Barkan (Dizzy’s Club Coca-Cola, Jazz@Lincoln Center)
- 2006: George Wein, Festival Productions
- 2007: Patricia Nicholson Parker (Vision Festival/Arts for Art, Inc.)
- 2008: Patricia Nicholson–Parker (Arts for Art, RUCMA, Vision Festival)
- 2009: George Wein (Festival productions)

### Beste Live-Darbietung (Finest live performances)
- 2000: Dave Holland Quintet
- ab 2001 nicht mehr vergeben

### Arrangeur
- 2004: Maria Schneider
- 2005: Maria Schneider[10]
- 2006: Maria Schneider
- 2007: Maria Schneider
- 2008: Maria Schneider
- 2009: Maria Schneider

### Komponist
- 2000: Andrew Hill
- 2001: Andrew Hill
- 2002: Henry Threadgill
- 2003: Andrew Hill
- 2004: Maria Schneider[11]
- 2005: Maria Schneider
- 2006: Andrew Hill
- 2007: Andrew Hill
- 2008: Maria Schneider
- 2009: Maria Schneider

### Sänger
- 2000: Kurt Elling
- 2001: Jimmy Scott
- 2002: Kurt Elling
- 2003: Andy Bey
- 2004: Andy Bey
- 2005: Andy Bey[12]
- 2006: Kurt Elling
- 2007: Kurt Elling
- 2008: Andy Bey
- 2009: Kurt Elling

### Sängerin
- 2000: Shirley Horn
- 2001: Dianne Reeves
- 2002: Cassandra Wilson
- 2003: Cassandra Wilson
- 2004: Cassandra Wilson[13]
- 2005: Luciana Souza
- 2006: Dianne Reeves
- 2007: Roberta Gambarini
- 2008: Abbey Lincoln
- 2009: Cassandra Wilson

### Debütaufnahme (Recording Debut)/Nachwuchsmusiker (Up ’n’ Coming Musician of the Year)
ab 2003: Up ’n’ Coming Musician of the Year
- 2000: Soundtrack to Human Motion – Jason Moran (Blue Note Records)
- 2001: Never Neverland – Jane Monheit (N-Coded Music)
- 2002: Come Away With Me  – Norah Jones (Blue Note)
- 2003: Jason Moran
- 2004: Jeremy Pelt
- 2005: Jeremy Pelt
- 2006: Dafnis Prieto
- 2007: Anat Cohen
- 2008: Lionel Loueke
- 2009: Esperanza Spalding

### Latin-Jazzalbum (Latin Jazz Albums)
- 2000: Briyumba Palo Congo and Live at the Village Vanguard – Chucho Valdés (Blue Note Records)
- 2001: Live at the Village Vanguard – Chucho Valdés (Blue Note)
- 2002: Sentir – Omar Sosa (Ota)[14]
- 2003: Cuban Odyssey (Blue Note) – Jane Bunnett and Spirits of Havana
- 2004: Chucho Valdés, New Conceptions (Blue Note)
- 2005: Y Los Piratas del Flamenco – Jerry Gonzalez (Sunnyside)
- 2006: Bebo Valdés, Bebo de Cuba (Calle 54)
- 2007: Simpatico (ArtistShare) – Brian Lynch & Eddie Palmieri
- 2008: Big Band Urban Folktales – Bobby Sanabria (Jazzheads)
- 2009: Song for Chico Arturo O’Farrill (Zoho)

### Brasilianisches Jazz-Album des Jahres
- 2001: Everything I Love – Eliane Elias (Blue Note)
- 2002: Partido Out – Trio Da Paz (Malandro)

### Kleines Ensemble (Small Ensemble)
- 2000: Chick Corea and Origin
- 2001: Dave Holland Quintet
- 2002: Wayne Shorter Quartet
- 2003: Wayne Shorter Quartet
- 2004: Wayne Shorter Quartet[15]
- 2005: Jason Moran Trio
- 2006: Wayne Shorter Quartet
- 2007: Ornette Coleman Quartet
- 2008: Ornette Coleman Quartet/Quintet
- 2009: SF Jazz Collective

### Großes Ensemble (Large Ensemble)
- 2000: Mingus Big Band
- 2001: Maria Schneider Orchestra
- 2002: Mingus Big Band
- 2003: Dave Holland Big Band
- 2004: Dave Holland Big Band[16]
- 2005: Maria Schneider Big Band
- 2006: Gerald Wilson Orchestra
- 2007: Charles Tolliver Big Band
- 2008: Maria Schneider Big Band
- 2009: Maria Schneider Big Band

### Trompete
- 2000: Dave Douglas
- 2001: Dave Douglas
- 2002: Dave Douglas
- 2003: Dave Douglas
- 2004: Dave Douglas[17]
- 2005: Clark Terry
- 2006: Dave Douglas
- 2007: Dave Douglas
- 2008: Terence Blanchard
- 2009: Terence Blanchard

### Posaune
- 2000: Wycliffe Gordon
- 2001: Wycliffe Gordon
- 2002: Wycliffe Gordon
- 2003: Roswell Rudd
- 2004: Roswell Rudd[18]
- 2005: Roswell Rudd
- 2006: Wycliffe Gordon
- 2007: Wycliffe Gordon
- 2008: Wycliffe Gordon
- 2009: Roswell Rudd

### Blechbläser (Brass)
Ab 2003 Miscellaneous Brass of the Year, ab 2005: Player of the Year of Instruments Rare in Jazz
- 2000: Howard Johnson
- 2001: Howard Johnson
- 2002: Howard Johnson
- 2003: Steve Bernstein[19]
- 2004: Toots Thielemans[20]
- 2005: Grégoire Maret, Harmonika
- 2006: Toots Thielemans
- 2007: Scott Robinson
- 2008: Scott Robinson
- 2009: Richard Galliano, Akkordeon

### Altsaxophon
- 2000: Greg Osby
- 2001: Greg Osby
- 2002: Greg Osby
- 2003: Greg Osby
- 2004: Lee Konitz[21]
- 2005: Phil Woods
- 2006: Phil Woods
- 2007: Ornette Coleman
- 2008: Ornette Coleman
- 2009: Rudresh Mahanthappa

### Tenorsaxophon
- 2000: Joe Lovano
- 2001: Sonny Rollins
- 2002: Chris Potter
- 2003: Wayne Shorter
- 2004: Chris Potter[22]
- 2005: Joe Lovano
- 2006: Sonny Rollins
- 2007: Sonny Rollins
- 2008: Sonny Rollins
- 2009: Sonny Rollins

### Holzblasinstrumente (Winds and Reeds)
- 2000: Steve Lacy
- 2001: Marty Ehrlich

ab 2002 nicht mehr vergeben

### Sopransaxophon
- 2001: Jane Ira Bloom
- 2002: Wayne Shorter
- 2003: Jane Ira Bloom
- 2004: Steve Lacy[23]
- 2005: Wayne Shorter
- 2006: Jane Ira Bloom
- 2007: Dave Liebman
- 2008: Jane Ira Bloom
- 2009: Branford Marsalis

### Baritonsaxophon
- 2001: Hamiet Bluiett
- 2002: James Carter
- 2003: Hamiet Bluiett
- 2004: Gary Smulyan[24]
- 2005: Claire Daly
- 2006: James Carter
- 2007: Gary Smulyan
- 2008: James Carter
- 2009: Gary Smulyan

### Klarinette
- 2002: Don Byron
- 2003: Marty Ehrlich
- 2004: Paquito D’Rivera[25]
- 2005: Don Byron
- 2006: Paquito D’Rivera
- 2007: Anat Cohen
- 2008: Anat Cohen
- 2009: Anat Cohen

### Flöte
- 2004: Frank Wess[26]
- 2005: Frank Wess
- 2006: Sam Rivers
- 2007: Frank Wess
- 2008: Nicole Mitchell
- 2009: Frank Wess

### Piano (Pianist of the Year)
- 2000: Kenny Barron
- 2001: Kenny Barron
- 2002: Bill Charlap
- 2003: Kenny Barron
- 2004: Hank Jones[27]
- 2005: Jason Moran
- 2006: Bill Charlap
- 2007: Andrew Hill
- 2008: Hank Jones
- 2009: Hank Jones

### Keyboards
- 2000: Larry Goldings
- 2001: Larry Goldings
- 2002: John Medeski
- 2003: Dr. Lonnie Smith
- 2004: Dr. Lonnie Smith[28]
- 2005: Dr. Lonnie Smith
- 2006: Joey DeFrancesco
- 2007: Joey DeFrancesco
- 2008: Dr. Lonnie Smith
- 2009: Dr. Lonnie Smith

### Gitarre
- 2000: Russell Malone
- 2001: Bill Frisell
- 2002: Russell Malone
- 2003: Russell Malone
- 2004: Bill Frisell[29]
- 2005: Jim Hall
- 2006: Jim Hall
- 2007: Pat Metheny
- 2008: Bill Frisell
- 2009: Bill Frisell

### Bass (Bassist of the Year)
Ab 2001: Acoustic Bassist of the Year
- 2000: Dave Holland
- 2001: Dave Holland
- 2002: Dave Holland
- 2003: Dave Holland
- 2004: Dave Holland[30]
- 2005: Dave Holland
- 2006: Ron Carter
- 2007: Dave Holland
- 2008: Christian McBride
- 2009: William Parker

### E-Bass
- 2001: Steve Swallow
- 2002: Steve Swallow
- 2003: Steve Swallow
- 2004: Steve Swallow[31]
- 2005: Steve Swallow
- 2006: Christian McBride
- 2007: Steve Swallow
- 2008: Steve Swallow
- 2009: Steve Swallow

### Streicher (Plucked and bowed strings)
- 2000: Regina Carter
- 2001: Regina Carter
- 2002: Regina Carter
- 2003: Regina Carter
- 2004: Regina Carter[32]
- 2005: Regina Carter
- 2006: Regina Carter
- 2007: Regina Carter
- 2008: Regina Carter
- 2009: Billy Bang

### Marimba/Vibraphon
- 2000: Stefon Harris
- 2001: Stefon Harris
- 2002: Stefon Harris
- 2003: Stefon Harris
- 2004: Stefon Harris[33]
- 2005: Stefon Harris
- 2006: Joe Locke
- 2007: Bobby Hutcherson
- 2008: Joe Locke
- 2009: Joe Locke

### Perkussion (Percussion Master)
- 2000: Tito Puente
- 2001: Poncho Sanchez (Conga)
- 2002: Kahil El’Zabar
- 2003: Kahil El’Zabar
- 2004: Ray Barretto[34]
- 2005: Kahil El’Zabar
- 2006: Ray Barretto
- 2007: Cyro Baptista
- 2008: Cándido Camero
- 2009: Hamid Drake

### Schlagzeug
- 2000: Roy Haynes
- 2001: Billy Higgins
- 2002: Roy Haynes
- 2003: Matt Wilson
- 2004: Roy Haynes[35]
- 2005: Roy Haynes
- 2006: Paul Motian
- 2007: Roy Haynes
- 2008: Roy Haynes
- 2009: Brian Blade

## Jazz-Journalismus-Kategorien (Jazz Journalism Categories)

### Preis für das Lebenswerk im Jazz-Journalismus (Jazz Journalism Lifetime Achievement)
- 2000: Nat Hentoff
- 2001: Dan Morgenstern
- 2002: Ira Gitler
- 2003: Gary Giddins
- 2004: Gene Lees
- 2005: Bob Blumenthal
- 2006: Howard Mandel
- 2007: Francis Davis
- 2008: Doug Ramsey
- 2009: Mike Zwerin

### Besondere Leistungen im Rundfunk (Excellence in Broadcast)
Untertitel: The Willis Conover-Marian McPartland Award
- 2000: Phil Schaap
- 2001: Michael Bourne (WBGO-FM, Newark)
- 2002: Kenny Washington
- 2003: Alyn Shipton – BBC Radio 3
- 2004: Steve Schwartz (WGBH-FM, Boston)
- 2005: Rhonda Hamilton (WBGO-FM – Sirius Satellite)
- 2006: Eric Jackson (WGBH-FM, Boston)
- 2007: Bob Porter
- 2008: Nancy Wilson, für Jazz Profiles, National Public Radio
- 2009: Ben Young, Director, WKCR (Columbia University)

### Besondere Leistungen in der Fotografie (Excellence in Photography)
Untertitel: The Lona Foote-Bob Parent Award
- 2000: Herman Leonard
- 2001: Chuck Stewart
- 2002: Enid Farber
- 2003: Ken Frankling
- 2004: Lee Tanner
- 2005: Jack Vartoogian
- 2006: Jimmy Katz
- 2007: Gene Martin
- 2008: Milt Hinton
- 2009: John Abbott

### Besondere Leistungen im Schreiben (Excellence in Writing)
Ab 2001: Excellence in Newspaper, Magazine or Online Feature or Review Writing/the Helen Dance-Robert Palmer Award
- 2000: Howard Mandel
- 2001: Bob Blumenthal
- 2002: Gary Giddins
- 2003: Gary Giddins
- 2004: Bill Milkowski
- 2005: Ben Ratliff
- 2006: Nate Chinen
- 2007: Nate Chinen
- 2008: Nate Chinen
- 2009: Nate Chinen

### Bester Film/Video des Jahres (Best Film-Video of the Year)
- 2000: Jazz Casuals – Ralph Gleason (Rhino)
- 2001: Jazz – Ken Burns
- 2002: Calle 54

ab 2003 nicht mehr vergeben

### Beste Zeitschrift (Best Periodical)
- 2000: JazzTimes
- 2001: JazzTimes
- 2002: JazzTimes
- 2003: JazzTimes
- 2004: JazzTimes
- 2005: JazzTimes
- 2006: JazzTimes
- 2007: JazzTimes
- 2008: JazzTimes
- 2009: JazzTimes

### Beste Liner Notes
- 2001: Howard Mandel, Bob Brookmeyer, Teddy Charles, Bill Crow, David X. Young, Juan Osaka McFelsnir, David X. Young’s Jazz Loft (JazzMagnet)

Ab 2002 nicht mehr vergeben

### Beste Jazz-Website
- 2000: www.Jazzhouse.org – Whit Blauvelt, Webmaster
- 2001: www.Jazzhouse.org
- 2002: All About Jazz
- 2003: All About Jazz
- 2004: All About Jazz
- 2005: All About Jazz
- 2006: All About Jazz
- 2007: All About Jazz
- 2008: All About Jazz
- 2009: All About Jazz

### Blog des Jahres
- 2009: Jazz Beyond Jazz von Howard Mandel

### Bestes Buch
- 2000: Future Jazz – Howard Mandel (Oxford University Press)
- 2001: Oxford Companion to Jazz – Bill Kirchner (Hg.) (Oxford University Press)
- 2002: New History Of Jazz – Alyn Shipton (Continuum)
- 2003: A Love Supreme: The Story of John Coltrane’s Signature Album – Ashley Kahn (Penguin Putnam)
- 2004: Myself Among Others, George Wein with Nate Chinen (Da Capo)
- 2005: Living With Jazz – Dan Morgenstern (Pantheon)
- 2006: Take Five: The Public and Private Lives of Paul Desmond – Doug Ramsey (Parkside)
- 2007: The House That Trane Built: The Story Of Impulse Records – Ashley Kahn (W. W. Norton)
- 2008: Playing the Changes: Milt Hinton’s Life in Stories and Photographs – Milt Hinton, David G. Berger und Holly Maxson (Vanderbilt University Press)
- 2009: A Power Stronger Than Itself: The AACM and American Experimental Music – George Lewis (University of Chicago Press)

### Bestes Foto des Jahres
- 2002: Enid Farber – Claire on the Stairs
- 2003: John Abbott
- 2004: John Abbott
- 2005: Henry Grimes, Sepia, von John Abbott
- 2006: nicht vergeben
- 2007: John Abbott
- 2008: Time Stood Still for Andrew Hill von Laurence Donohue-Greene
- 2009: Hank Jones, Montreal Jazz Festival 2008, von Kris King

### A Team Awards (for activists, advocates, altruists, aiders and abettors of jazz)
- 2004: Arthur H. Barnes, R. Jarrett Lilien, Sandy Jackson, Bethany Bultman, Rudy Van Gelder, Les Paul, Horace Silver, Chuck Niles, LaRue Brown Watson, Dr. Margaret Ray, Dr. Paul Martin
- 2005: Douglas Duchak, Bank One, Dr. Marc Brenner, The Boeing Company, Chicago Community Trust, Kraft Foods, Inc., The Heath Brothers, Martin Mueller, Lauren Roberts, A. B. Spellman,
- 2007: Leslie Johnson, Bob Koester, Orrin Keepnews, Donald Harrison, Clint Rosemond, Mark Masters, F. King Alexander, Jose Rizo und Jan Perry
- 2008: Dr. Valerie Capers, Dana Gioia, Lauren Deutsch, Susan Muscarella, Phil Nimmons, George Russell, Dick Wang, Herb Wong, Wendy Oxenhorn.
- 2009: Herb Alpert, Agnes Varis, Bruce Lundvall, David Baker, Timuel Black, Steven Saltzman, Ruth Price (Jazz Bakery), Clarence Acox, Scott Brown, Peter Levinson, Richard Sudhalter

## Sonderpreis 2009
- 2009: Mark Murphy – The Jazz Foundation of America and the Jazz Journalists Association: Special Career Honors for Words with Music